# Frederik od Nizozemske
Princ Frederik od Nizozemske, princ od Orange-Nassaua (Willem Frederik Karel; Berlin, 28. veljače 1797. – Wassenaar, 8. rujna 1881.), bio je drugi sin kralja Vilima I. od Nizozemske i kraljice Vilhelmine od Pruske.
Aktivno je sudjelovao u vojnom i političkom životu Nizozemske. Obnašao je dužnost generalnog komesara Ministarstva rata te glavnog ravnatelja za vojsku i mornaricu, gdje je proveo značajne reforme prema pruskom vojnom modelu. Tijekom Belgijske revolucije 1830. godine predvodio je nizozemske trupe. Princ Frederik bio je i istaknuti slobodni zidar te je obnašao dužnost velikog majstora Velikog orijenta Nizozemske 65 godina. Nakon povlačenja iz aktivne službe, posvetio se životu na svom imanju i često je djelovao kao posrednik u sukobima unutar kraljevske obitelji.